# Francisco Coello de Portugal y Quesada
Francisco Coello de Portugal y Quesada   (Jaén, 26 d'abril de 1822 - Madrid, 30 de setembre de 1898) va ser un cartògraf i militar espanyol. Va ser l'autor de l'Atlas de España y sus posesiones de Ultramar, la seva obra mestra, així com membre de la Junta General d'Estadística —en la qual va participar en la planificació d'un cadastre general per a Espanya—, de la Reial Acadèmia de la Història i de la Reial Societat Geogràfica. Va ostentar a més el títol de Cavaller de l'Orde de Sant Ferran i la Gran Creu del Mèrit Militar. Va ser un dels cartògrafs més destacats d'Espanya al segle xix. Es va retirar de l'Exèrcit amb el rang de coronel.

## Biografia

### Primers anys
Francisco Coello nasqué a Mancha Real, poble de la província de Jaén (Andalusia), fill de Diego Coello de Portugal y García del Castillo i de Josefa Quesada y Vial, va tenir set germans, entre ells Diego Coello de Portugal y Quesada, que arribaria a ser ambaixador d'Espanya a Roma. Entre 1836 i 1839 va estudiar en l'Acadèmia d'Enginyers de Guadalajara, després del que obtindria el grau de tinent. El 1840 va participar en els últims combats de la Primera Guerra Carlista, a la regió del Maestrat, del costat del general Espartero; la seva actuació es veuria premiada amb la concessió de la Creu de Sant Ferran el 1841. En acabar la guerra va començar la seva col·laboració com cartògraf amb Pascual Madoz. No obstant això, aquesta es va veure interrompuda el 1844 després de marxar Coello a Algèria com a agregat militar de l'exèrcit francès, on romandria dos anys. Es diu que va poder ser aquesta estada africana la que va inculcar i va potenciar-ne el seu interès per la cartografia, i gràcies a ella va elaborar a més un atles amb trenta mapes de Tunísia i Algèria.

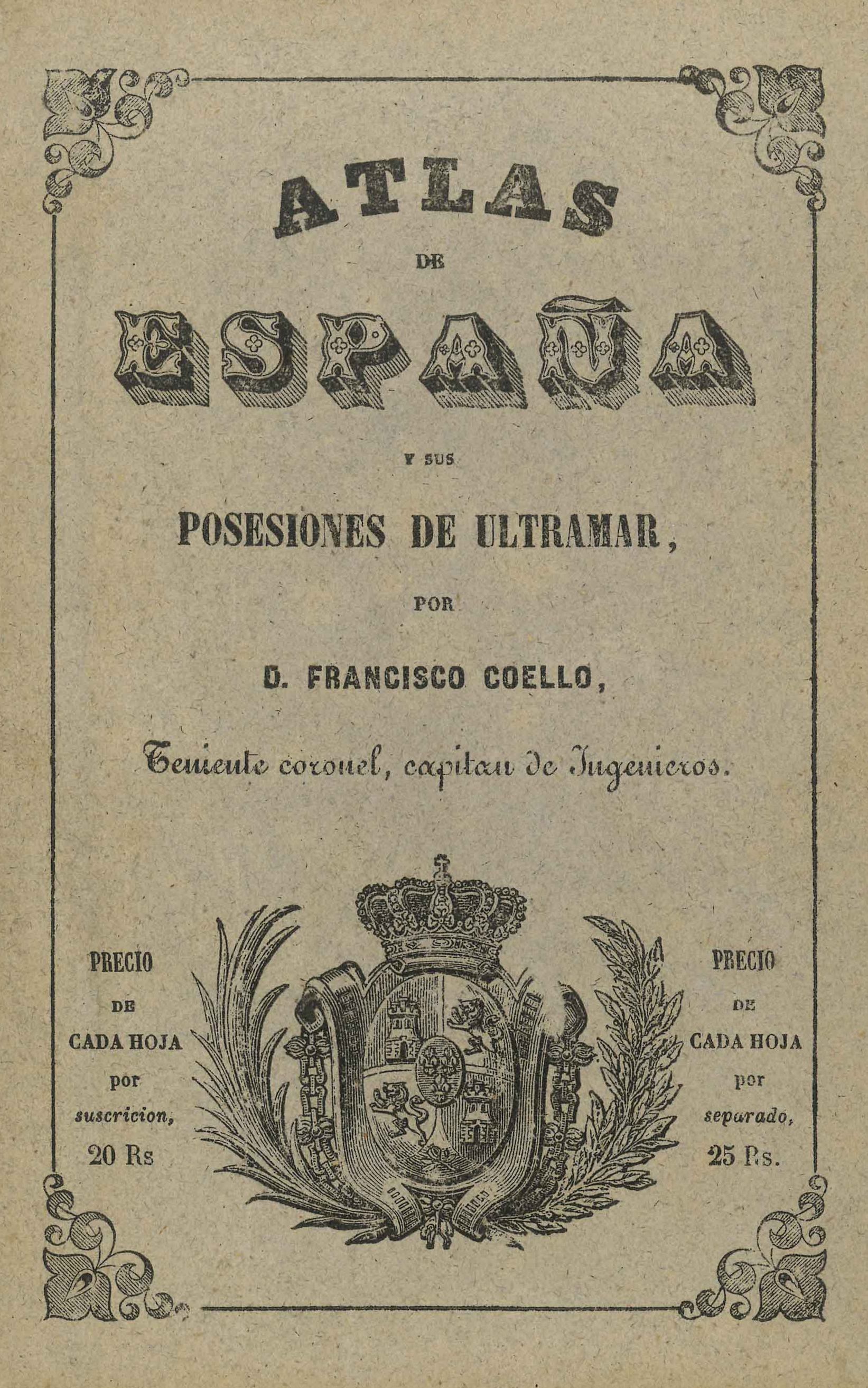
Portada de lAtlas de España y sus posesiones de Ultramar, la seva magnum opus.

### Atlas de España y sus posesiones de Ultramar
A la tornada d'Àfrica continuà col·laborant estretament amb Pascual Madoz i el seu cèlebre Diccionario geográfico-estadístico-histórico de España y sus posesiones de Ultramar, en el que Coello s'ocupaba de la cartografia, publicada en una obra a part titulada Atlas de España y sus posesiones de Ultramar, que incloïa mapes de totes les províncies d'Espanya a una escala d'1:200.000. En concret, Francisco Coello i Pascual Madoz van sol·licitar el 1847 a l'Ajuntament de Madrid la base cartogràfica d'un plànol de la ciutat a escala 1:1.250, acabat de confeccionar el 1846 pels enginyers de camins Merlo, Gutiérrez i Ribera —projecte dirigit per Mesonero Romanos— per afegir-lo al Atlas, en el qual ho inclourien finalment amb una escala 1:5.000, el 1849. Aquest plànol va ser designat més tard per l'Ajuntament madrileny com a «Plànol Oficial de la Vila». L'Atlas va ser la primera obra a reflectir la nova divisió territorial del país de 1833.
El format pretès de cada mapa provincial era de 100 x 75 cm, amb un total de 65 fulles. No obstant això, no es va completar el projecte i els mapes d'onze províncies van quedar sense realitzar-se, encara que es van confeccionar mapes de l'Àfrica espanyola i de diferents possessions d'ultramar. Les fulles comptaven amb un mapa provincial —la base del document—, plànols petits a menor escala de diferents ciutats de la província —disposats en els laterals de les fulles— i petites acotacions textuals incloses per Madoz. El procediment dut a terme en l'elaboració dels mapes consistia en el dibuix de les fulles per part de Coelloi un posterior gravat amb burí sobre planxa d'acer, en detriment de l'ús de tècniques litogràfiques, les quals sí que va emprar puntualment en altres obres seves de menor importància. Finalment s'entintava la placa i es procedia a la impressió en paper. La publicació de les fulles va ser individual, segons s'anaven finalitzant, i va tenir lloc entre 1847 i 1870, sent els anys 1851 i 1852 els més prolífics quant a publicació de fulles, amb cinc d'elles cadascun. La tasca de Coello consistia a dur a terme un treball de recerca i recopilació de plànols o altres fonts i el posterior dibuix dels nous mapes a partir d'aquelles, amb molt poc treball de camp. La subvenció governamental per a l'elaboració de l'Atles es va tallar definitivament arran de la publicació de la primera fulla del Mapa Topogràfic Nacional el 1875, per la qual cosa el projecte va quedar a mig acabar. L'Atlas de España y sus posesiones de Ultramar representa en qualsevol cas un punt clau en el desenvolupament de la cartografia a Espanya i molts anys més tard segueix tenint un valor únic per a l'estudi de l'evolució urbana de moltes ciutats espanyoles, sent fins i tot emprat com a obra de referència en l'elaboració de projectes urbanístics.

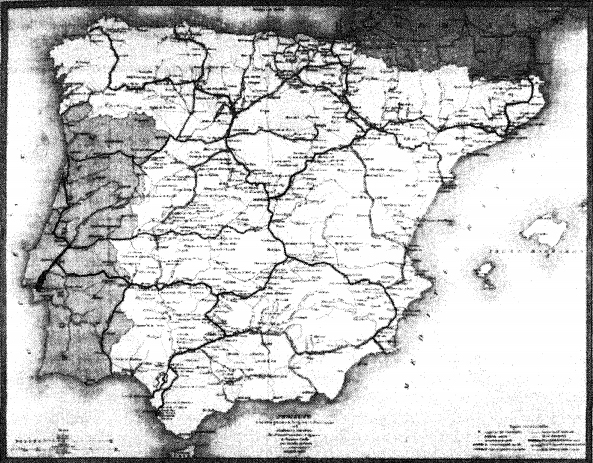
Projecte de línies de navegació i ferrocarril de 1855.

### Proyecto de las líneas generales de navegación y de ferrocarriles en la Península Española
El 19 d'octubre de 1849, Francisco Coello es va casar amb Aurora Pacheco Casani, nou anys més jove que ell, amb qui va tenir quatre fills: Adolfo, Gonzalo, Carlos i Aurora. Gràcies a la seva bona relació amb Zarco del Valle, Coello va aconseguir accés als fons del Dipòsit Topogràfic d'Enginyers, on trobava material cartogràfic d'interès per al seu Atles. El 1855 va elaborar la monografia Memoria: Proyecto de las líneas generales de navegación y de ferrocarriles en la Península Española, que traçava les directrius a seguir en el desenvolupament de les infraestructures de transport a Espanya i que propugnava una concepció integral del sistema de carreteres, ferrocarrils, canals i rius. Va defensar una configuració de la xarxa ferroviària amb components tant radials com a transversals, anant més enllà de tots els plans elaborats fins a aquell llavors, l'estructura dels quals havia estat sempre radial; a més creia que el desenvolupament d'un bon sistema de comunicacions podia constituir un vehicle per apropar políticament a Espanya i Portugal, en línia amb la seva convicció iberista.

### Junta General d'Estadística
L'abril del 1858, Coello va ingressar en la Comissió d'Estadística General del Regne, on més tard van entrar a formar-ne part també Laureà Figuerola o el mateix Madoz. Allí va exercir inicialment com a vocal i va col·laboraren l'elaboració d'un estudi amb la finalitat de realitzar a Espanya un «Cadastre Topogràfic Parcelari», que servís de suport a la Hisenda pública. Aquesta depenia del deficient sistema d'amillaraments,la informació del qual provenia de les declaracions dels propis propietaris i era, per tant, de veracitat dubtosa. El 1859 va participar en la redacció de la Llei de Mesurament del Territori.

Mapa provincial de Zamora de 1863 de lAtlas de España y sus posesiones de Ultramar, escala 1:200.000.

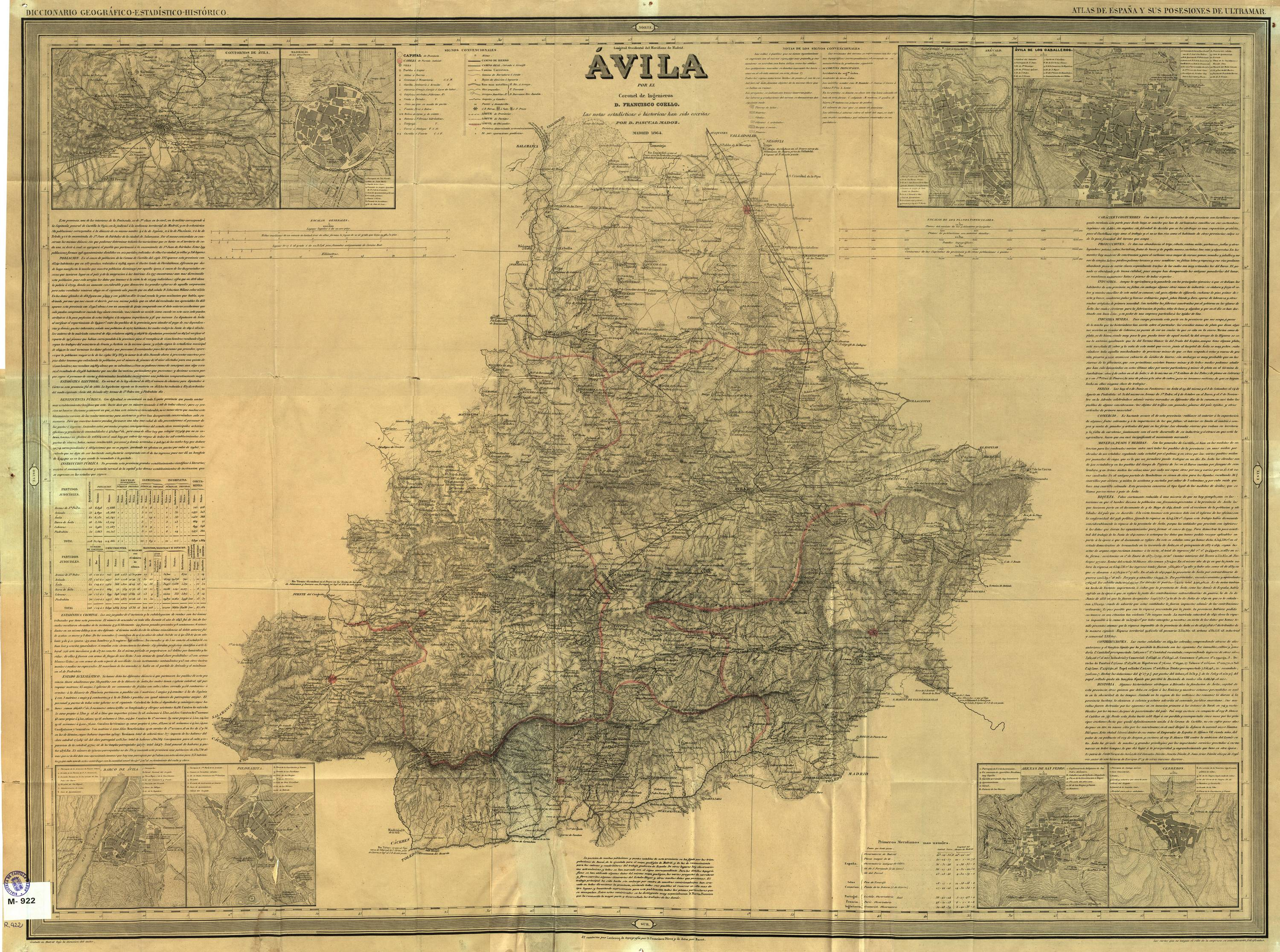
Mapa provincial d'Àvila de 1864 de lAtlas de España y sus posesiones de Ultramar, escala 1:200.000.

El 1861 aquesta comissió va passar a denominar-se Junta General d'Estadística, sota direcció d'Alejandro Oliván, la qual comptava amb tres seccions clarament diferenciades: la d'«operacions geogràfiques», la de «mapes especials» i la d'«operacions topogràfic-cadastrals», encomanades respectivament a Francisco de Luxán, Agustín Pascual i Francisco Coello; aquestes tres evolucionarien cinc anys després fins a la formació de la secció d'Estadística i la d'Operacions Geogràfiques. El projecte cadastral ideat per Coello potser va ser massa rigorós, detallista i impracticable, per la seva minuciositat i precisió; els treballs duts a terme van tenir lloc principalment en municipis de la província de Madrid. La Junta General d'Estadística va tenir seriosos problemes de finançament, per les retallades pressupostàries del Govern que va sofrir al llarg de la dècada de 1860. El 1866, amb el retorn al govern de Narváez, es va produir una altra profunda retallada a la Junta, que provocaria la seva dimissió. Aquest mateix any Coello va sol·licitar a més la baixa definitiva en l'exèrcit.

### Últims anys
Des de 1855 Coello havia estat propietari d'una propietat coneguda com «Los Hervideros de Fuensanta» —en la qual s'incloïa un balneari i adquirida en subhasta pública— prop de la localitat ciudadrealenca de Pozuelo de Calatrava. En aquest context es van fer patents els problemes econòmics que patia Coello ja cap a 1864, que van provocar finalment que perdés la propietat de la finca a causa dels deutes l'1 de gener de 1869.
El 27 de desembre de 1874 va entrar a formar part de la Reial Acadèmia de la Història, on va ocupar la «Medalla 1» en substitució de Francisco de Paula Quadrado. Al març de 1876, Francisco Coello va ser el principal impulsor i un dels membres fundadorsde la Societat Geogràfica de Madrid —més tard Reial Societat Geogràfica—, de la qual pràcticament podria considerar-se primer president.Tenia com a objectiu posar Espanya al mateix nivell d'altres territoris i ciutats europees com París, Berlín o Londres, que ja comptaven des de la dècada de 1820 amb les seves respectives societats geogràfiques; en aquest sentit el mateix Coello va afirmar sentir vergonya que cap espanyol «s'assegués» en la taula presidencial del Congrés Geogràfic de París de 1875. Entre els butlletins que la Societat emetia de forma mensual s'incloïen plànols del mateix Coello.
També va defensar fermament l'interès que havia de tenir Espanya en l'ocupació de territoris en el nord d'Àfrica, en concret el «Cap de l'Aigua». En aquesta línia d'africanisme cal destacar que va formar part, al costat del regeneracionista Joaquín Costa, de la «Sociedad Espanyola de Africanistas y Colonialistss», fundada el 1883 i la creació de les quals havia estat ja proposada per Coello el 1881. També es va mostrar crític amb l'Alemanya de Bismarck per la crisi de les Carolines el 1885. Coello va ostentar el càrrec de president honorífic de la Societat des del 15 d'octubre de 1878fins a la seva mort el 1898, en la carrer Serrano n. 23. Va ser enterrat al cementiri sacramental de San Justo, en una cerimònia a la qual va acudir Antonio Aguilar y Correa en qualitat de representant de la Reial Acadèmia de la Història, a més dels generals Azcárraga, Polavieja i Chinchilla. També va traduir algunes obres d'Élisée Reclus.